# Santa Úrsula Chiconquiac
Santa Úrsula Chiconquiac es una localidad del estado mexicano de Puebla. Es la localidad más poblada del municipio de General Felipe Ángeles.

## Toponimia
El nombre «Santa Úrsula» hace referencia a la santa patrona de la localidad, Úrsula de Colonia. El nombre «Chiconquiac» proviene de los términos en náhuatl chicome, siete; kuauitl, árbol; c, lugar. Su significado es «lugar de los siete árboles».

## Demografía
| Gráfica de evolución demográfica |
|                                  |

| Censo | Población |
| ----- | --------- |
| 1900  | 846       |
| 1910  | 1 456     |
| 1921  | 1 235     |
| 1930  | 1 431     |
| 1940  | 1 310     |
| 1950  | 1 540     |
| 1960  | 1 822     |
| 1970  | 2 380     |
| 1980  | 3 657     |
| 1990  | 4 101     |
| 1995  | 4 439     |
| 2000  | 4 248     |
| 2005  | 5 134     |
| 2010  | 5 751     |
| 2020  | 6 860     |